# إركيتو
الإركيتو (الاسم العلمي:†Erketu) هو جنس منقرض من الزواحف يتبع فصيلة مستنقعيات القدم الحقيقية من رتبة شبيهات عظائيات الأرجل. وهو  ديناصور من أواخر العصر الطباشيري (السينوماني - السانتوني). وهو عظائي الأرجل ذو أطول العنق بالنسبة لحجم الجسم. تم العثور على حفرياته في منغوليا. النوع النمطي الإركيتو الإليسوني (Erketu ellisoni) وصف في مارس 2006 من قبل دانييل كسبكا ومارك نوريل من المتحف الأمريكي للتاريخ الطبيعي. قدر طول رقبة الإركيتو  بضعف طول جسمه والذي قد يكون رقما قياسيا لنسبة العنق إلى الجسم. النسبة الدقيقة غير معروفة لأنه لم يتم الإبلاغ عن أي فقرات ظهرية للإركيتو الإليسوني على الرغم من أن بعض مواد القائمة الخلفية تشير إلى الحجم التقريبي للجسم. العنق الطويل للإركيتو هو نتيجة لفقرة فردية ممدود إلى حد كبير. من غير المعروف إذا كان هناك زيادة في طول  الفقرات العنقية. يتم تشخيص الإركيتو أيضا من عبر خاصية تشعب الفقرات العصبية العنقية الأمامية وهي سمة أخرى غير عادية لتيتانوصوري الشكل. يشير تحليل النشوء والتطور لعظائيات الأرجل إلى أن الإركيتو هو من إسفنجيات الفقار القاعدية (فرع حيوي يضم جميع كبيرات المنخر الأقرب إلى التيتانوصورات منها إلى البراكيوصورات) ويرتبط ارتباطًا وثيقًا بالتيتانوصوريات.